# Mus triton
Mus triton (Thomas, 1909) è un roditore della famiglia dei Muridi diffuso nell'Africa centrale e orientale.

## Descrizione

### Dimensioni
Roditore di piccole dimensioni, con la lunghezza della testa e del corpo tra 69 e 80 mm, la lunghezza della coda tra 49 e 63 mm, la lunghezza del piede tra 15 e 17 mm, la lunghezza delle orecchie tra 12 e 14 mm e un peso fino a 18 g.

### Aspetto
Le parti dorsali sono brunastre scure con leggeri riflessi giallastri, la groppa è più scura, i fianchi e la testa sono più brunastri mentre le parti ventrali variano dal grigio al bianco-grigiastro talvolta con dei riflessi giallognoli. La base dei peli è grigia. Le zampe sono brunastre o giallastre. La coda è più corta della testa e del corpo, è ricoperta di corte setole, è scura sopra e chiara sotto. Il cariotipo è 2n=32 FN=34 nella Repubblica Democratica del Congo, 2n=20,21,22 FN=34 i maschi e 2n=32 le femmine in Tanzania e Malawi.

## Biologia

### Comportamento
È una specie terricola e notturna, sebbene sia stata registrata anche un'attività diurna.

### Alimentazione
Si nutre di parti vegetali e insetti.

### Riproduzione
Nel Malawi si riproduce da aprile a luglio. Le femmine danno alla luce 6 piccoli alla volta, ognuno dei quali pesa 1,3 g alla nascita.

## Distribuzione e habitat
Questa specie è diffusa in Etiopia, Sudan del Sud, Repubblica Democratica del Congo nord-orientale e settentrionale, Uganda, Ruanda, Burundi, Kenya, Tanzania, Malawi, Mozambico e Angola.
Vive in zone isolate montane tra 1.000 e 3.000 metri di altitudine. Si trova nei prati, boscaglie, zone paludose e aree coltivate.

## Conservazione
La IUCN Red List, considerato che questa specie è ampiamente diffusa, è presente in diversi tipi di habitat montani dove le minacce sono minime ed è adattabile alla presenza umana, classifica M.triton come specie a rischio minimo (Least Concern).